# Präfektur Mohammedia

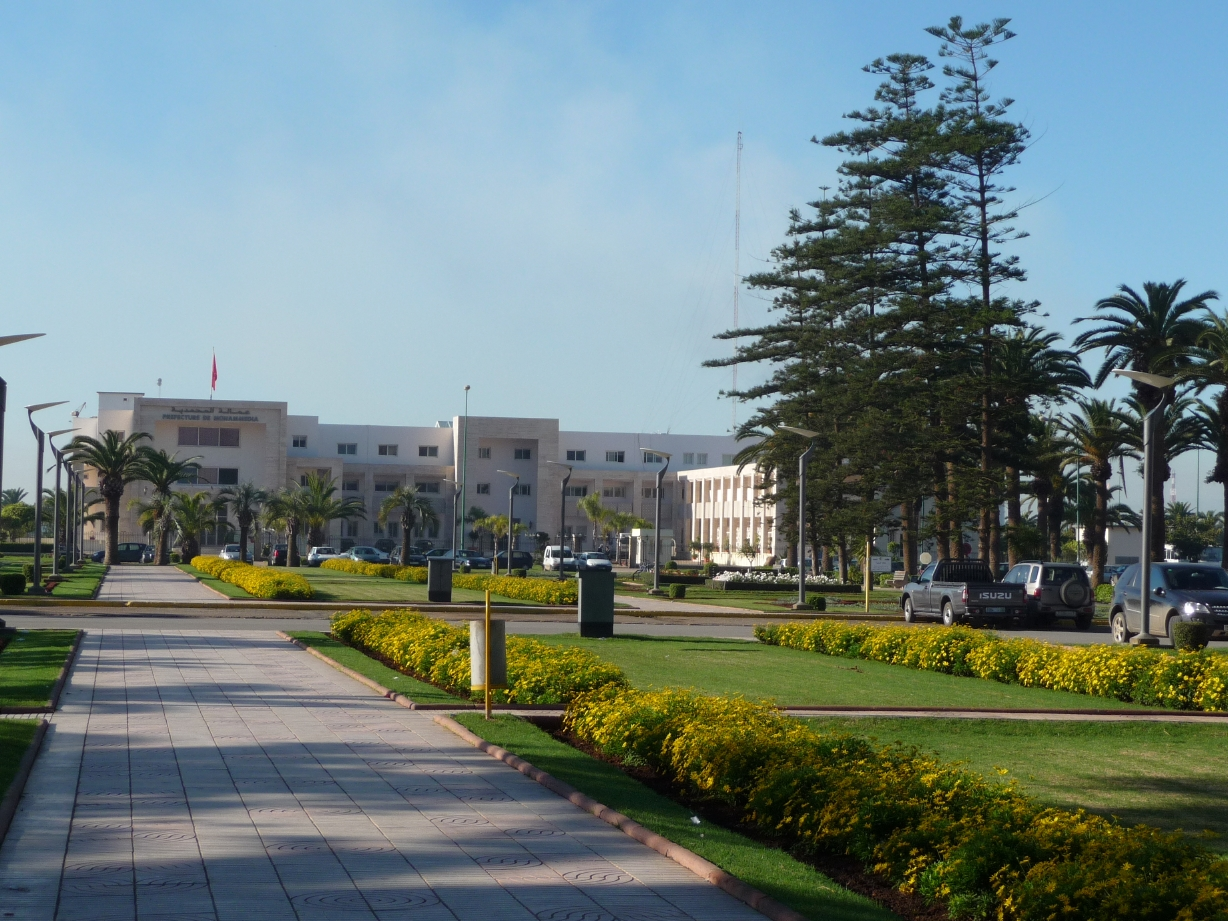
Die Präfektur Mohammedia

Mohammedia (arabisch عمالة المحمدية) ist eine Präfektur in Marokko. Sie gehört seit der Verwaltungsreform von 2015 zur Region Casablanca-Settat (davor zu Grand Casablanca) und liegt an der Atlantikküste nördlich von Casablanca. Die Präfektur hat 322.286 Einwohner (2004).

## Orte
| Gemeinde            | Einwohner         | Einwohner         |
| Gemeinde            | 2. September 1994 | 2. September 2004 |
| ------------------- | ----------------- | ----------------- |
| Mohammedia          | 169.035           | 188.619           |
| Aïn Harrouda        | 27.719            | 41.853            |
| Ech Challalate      | 26.086            | 40.311            |
| Beni Yakhlef        | 14.920            | 29.723            |
| Sidi Moussa Majdoub | 10.407            | 12.412            |
| Sidi Moussa Ben Ali | 7.753             | 9.368             |